# KITT

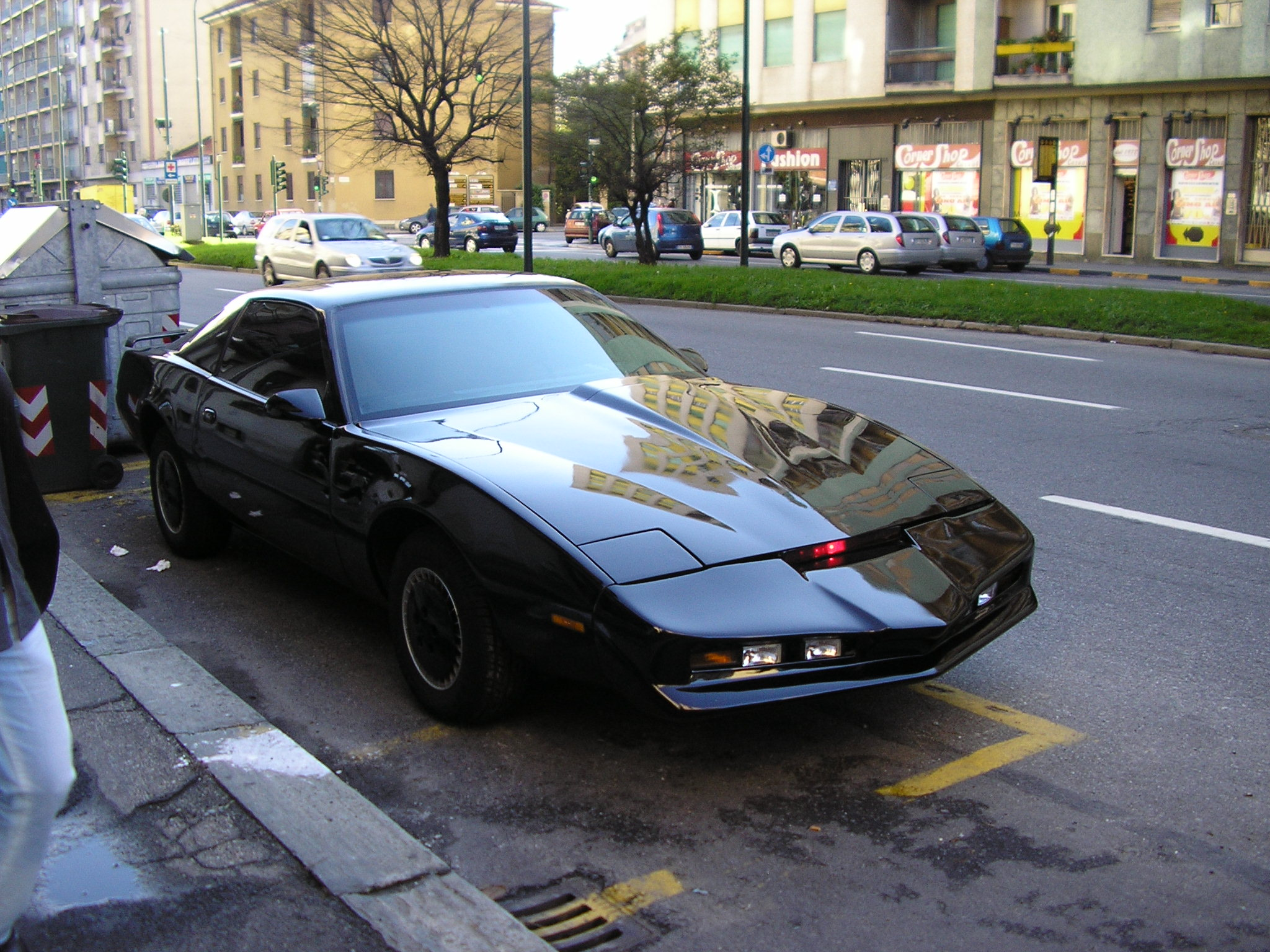
Réplique de KITT, la voiture ordinateur de la série K 2000.

KITT ou K.I.T.T. — acronyme de Knight Industries Two Thousand — est le nom d'une voiture de fiction apparaissant dans la série télévisée K 2000 (Knight Rider, 1982), dans le téléfilm K 2000 : La Nouvelle Arme (1991), ainsi que dans la deuxième série Le Retour de K 2000 (2008). Elle est conduite dans la première série par le personnage de Michael Knight.
- Dans la série K 2000, la « Knight 2000 » est un ordinateur de bord doué d'intelligence artificielle installé dans une voiture Pontiac Firebird Trans Am 1982 modifiée et munie de fonctions avancées, notamment le « Turbo boost ».
- Dans le téléfilm K 2000 : La Nouvelle Arme, la « Knight 4000 » est une Pontiac Banshee IV de 1991, modifiée par l'expert automobile Jay Ohrberg pour ressembler au prototype Pontiac Banshee (en)[1].
- Dans la série Le Retour de K 2000, la « Knight 3000 » est une Ford Shelby GT 500 KR de 2008[2].

## Knight 2000

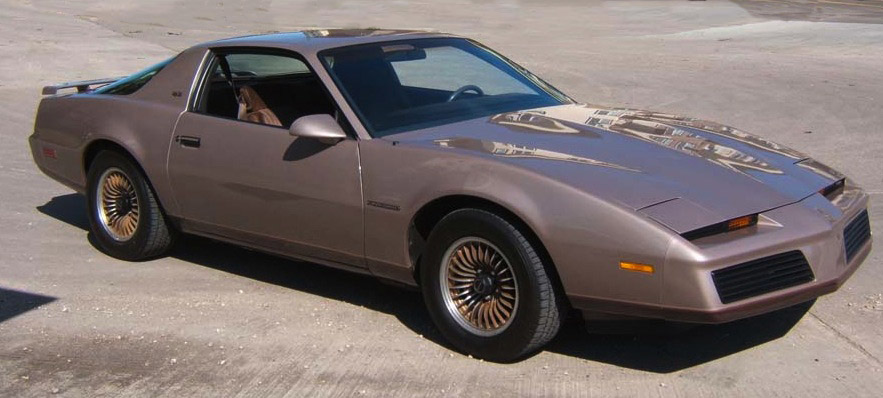
Une Pontiac Firebird de 1983.

Dans la série originale K 2000 (1982), la Knight 2000 est une Pontiac Firebird Trans Am 1982 de 3e génération noire, modifiée pour la série : modification du bouclier avant (permettant l'intégration du fameux scanner, représentant les « yeux » de KITT), de l'intérieur de la voiture, digne d'un cockpit d'avion (le modèle original a un intérieur assez épuré) et très légèrement de l'arrière (les feux teintés). Elle est conduite par Michael Knight, interprété par David Hasselhoff.
La voix de KITT est celle de l'acteur William Daniels dans la version originale de la série, qui demanda à ne pas être crédité au générique pour son travail. En France, c'est Guy Chapellier qui lui prête sa voix.
En 1988, lors de la fête du centenaire de la Tour Eiffel, la voiture était exposée dans un stand sous la tour[réf. souhaitée].
L'animateur de télévision Vincent Perrot possède lui-même une réplique de cette voiture[réf. souhaitée], bien qu'il prétende que cette voiture soit l'une des versions utilisées dans la série, ce qui est faux : en effet le tableau de bord est un mélange entre celui de la première version (saisons 1 et 2) et celui de la deuxième version (saisons 3 et 4).[réf. souhaitée]

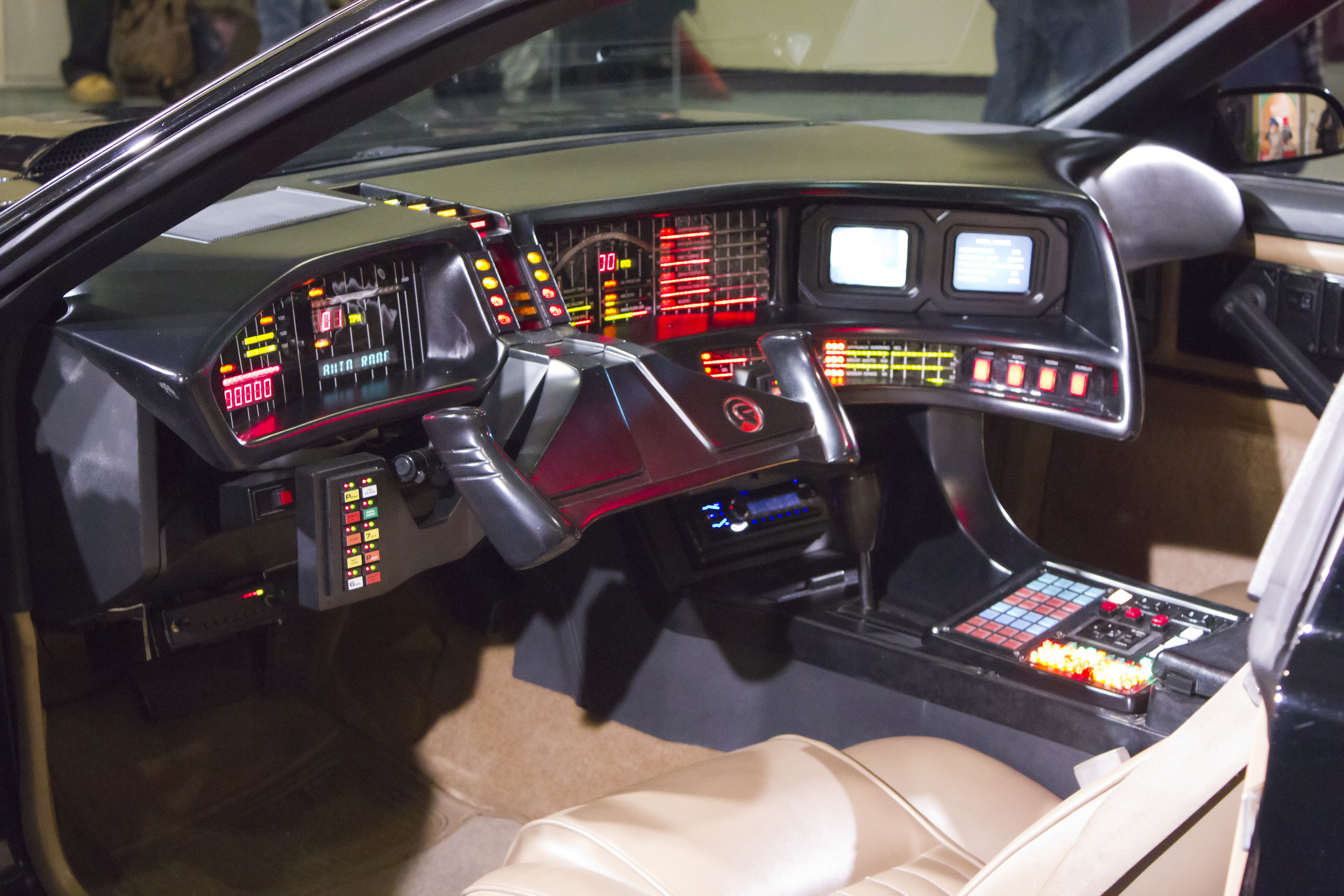
Intérieur de KITT dans les 1re et 2e saisons de la série K 2000.
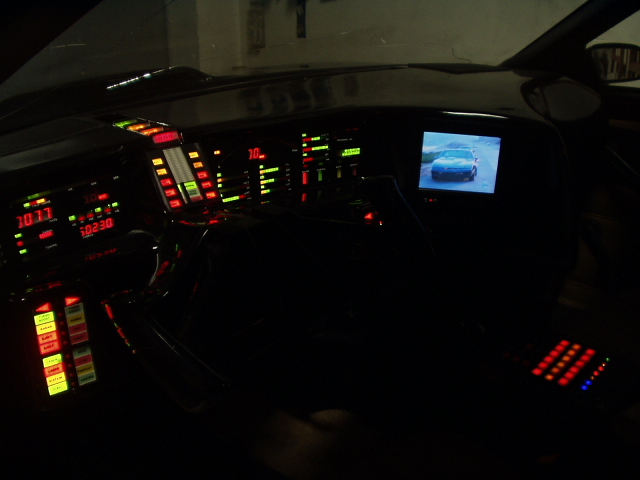
Réplique de l'intérieur de KITT dans les 3e et 4e saisons de la série K 2000.
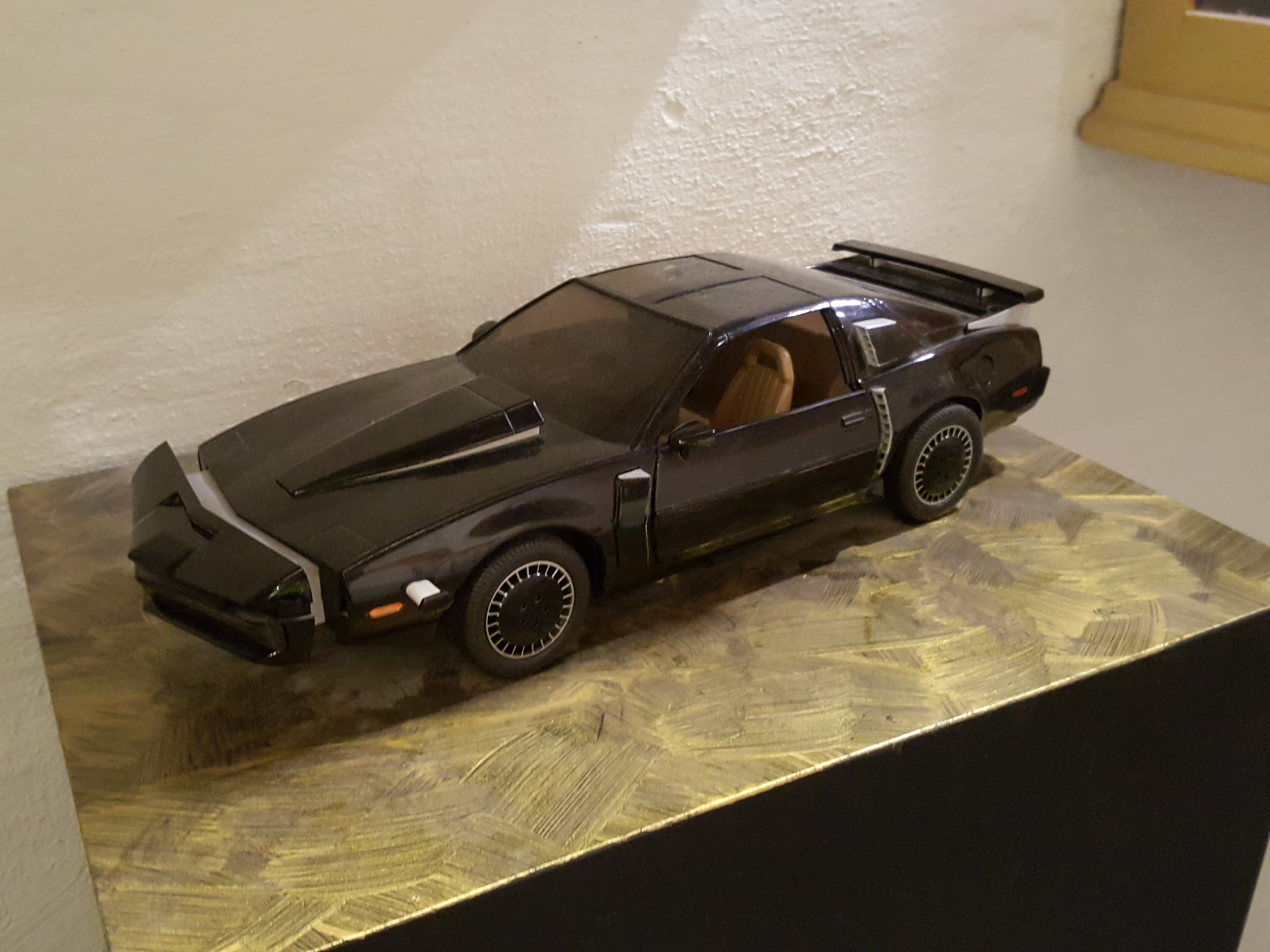
Maquette de KITT en mode « Super Poursuite » dans un musée à Berlin (2017).

### Apparitions dans d'autres médias

#### Cinéma
- Dans le film La Revanche des losers (2006) de Dennis Dugan.

#### Télévision
- Dans la série Nom de code : TKR, le véhicule est appelé « L'ombre » (saison 1, épisode 22, « Le leurre ») ; un homme mystérieux kidnappe « L'ombre » en enlevant un boîtier, sur lequel est inscrit « K.I.T.T. »[3].
- Dans la série Les Simpson (saison 10, épisode 2, « La Dernière Invention d'Homer » et saison 15, épisode 12, « Un gros soûl, des gros sous »).
- Dans la série Futurama (saison 3, épisode 1, « La Voiture-garoute »).
- Dans la série Supernatural (saison 5).
- Dans la série Robot Chicken (saison 1, épisode 6, « Cannonball » et l'épisode « La folle journée de K2000 »).
- Dans la série Alerte Cobra (saison 30, épisode 1, « Au-delà des frontières »).
- Dans la série Arnold et Willy (saison 6, épisodes 16 et 17).

#### Clips vidéo
- Dans le clip Looking for Freedom (1989) de David Hasselhoff.
- Dans le clip Un altra come te du groupe Bloom 06.
- Dans le clip Candy Man du groupe Vim Cortez[4].

#### Jeux vidéo
- Une réplique du véhicule est disponible dans le mode multijoueur des jeux vidéo Grand Theft Auto V et Watch Dogs 2.
- On peut piloter le véhicule dans Rocket League.
- Fait partie du Pack de Voiture "Icônes Universelles" dans le jeux vidéo Forza Horizon 5.

## Knight 4000
Dans le téléfilm K 2000 : La Nouvelle Arme (1991), la Knight 4000 est un concept car rouge basé sur une Pontiac Firebird de 4e génération appelé Banshee IV. Les producteurs ne parvenant pas à se procurer le concept car, ils demandent à Jay Ohrberg, de Star Cars Inc., de créer un véhicule modifié à partir d'une Dodge Stealth 1991. Elle est conduite par Michael Knight (interprété par David Hasselhoff) puis par Shawn McCormick, un ancien officier de police (interprété par Susan Norman) à la fin du téléfilm. Il s'agit de la même KITT que dans la série originale.
La voix de KITT est celle de l'acteur William Daniels dans la version originale de la série, qui demanda à ne pas être crédité au générique pour son travail. En France, c'est Guy Chapellier qui lui prête sa voix.

## Knight 3000

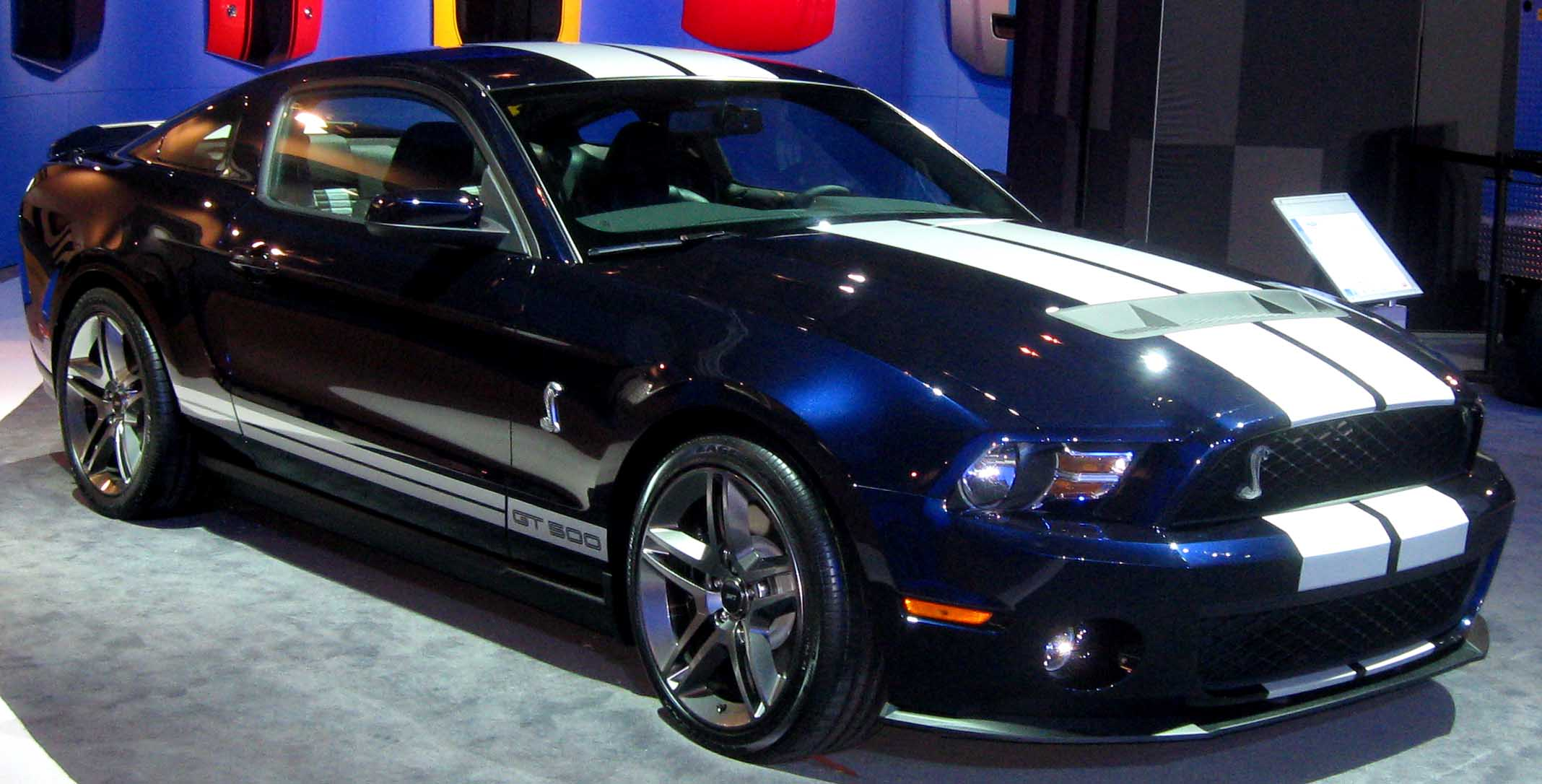
Ford Shelby GT 500 de 2010.

Dans la série Le Retour de K 2000 (2008), la Knight 3000 est une Ford Mustang Shelby GT500 KR (King of the Road) noire modifiée, conduite par Mike Traceur, le fils de Michael Knight, interprété par Justin Bruening.
La voix de KITT est celle de l'acteur Val Kilmer dans la version originale de la série. En France, c'est Philippe Catoire qui lui prête sa voix.

### Apparition dans un autre média
- La Knight 3000 apparaît dans une publicité pour Ford, « Ford Focus with Knight Rider », divisée en quatre parties d'une minute chacune où Michael Knight rend jaloux KITT en faisant l'éloge d'une Ford Focus II.

## Dans la culture populaire
Dans la série Héro Corp (saison 4 épisode 1), un personnage appelle KITT comme s'il était Michael Knight.